# San Juan Tlacotenco
San Juan Tlacotenco es una localidad del estado mexicano de Morelos. Es parte del municipio de Tepoztlán.

## Toponimia
El nombre «San Juan» hace referencia al santo patrono de la localidad: Juan el Bautista. El nombre «Tlacotenco» proviene de los términos en náhuatl: tlacotl, jarrilla; tentli, orilla; co, locativo. Su significado es «En la orilla de las jarillas» o «En la orilla del breñal».

## Demografía
| Gráfica de evolución demográfica |
|                                  |

| Censo | Población |
| ----- | --------- |
| 1900  | 683       |
| 1910  | 785       |
| 1921  | 300       |
| 1930  | 402       |
| 1940  | 499       |
| 1950  | 618       |
| 1960  | 661       |
| 1970  | 956       |
| 1980  | 988       |
| 1990  | 1427      |
| 2000  | 1723      |
| 2010  | 1890      |
| 2020  | 2249      |